# Taishi Takizawa
Taishi Takizawa (Yokosuka, 2 settembre 1985) è un wrestler giapponese.
È stato sotto contratto con il Kentai Dojo, dove ha lottato usando il suo vero nome.

## Carriera

### New Japan Pro Wrestling e NOAH (2007-2011)
Takizawa fa il suo debutto a 22 anni nella New Japan Pro-Wrestling in un match di coppia insieme a KAZMA contro Kuniyoshi Wada e Takashi Uwano, perdendo. Il 26 giugno, ad uno show della NOAH, Takizawa ottiene la sua prima vittoria sempre in un match di coppia, stavolta insieme a Ryusuke Taguchi contro Atsushi Aoki e Go Shiozaki. Un paio di mesi dopo, fa il suo debutto da singolo, battendo King Fale. L'8 ottobre, in uno show NJPW, trova la sconfitta insieme a Kaji Tomato contro Yujiro Takahashi e Tetsuya Naito. Il 3 maggio 2011, nel corso del 17º show della SMASH, vince un 6-man tag team match insieme ad Akira e Yuji Kito contro Benham Ali, Brady Roberts e Quiet Storm. Dieci giorni dopo, perde contro Manabu Nakanishi. Durante la NOAH G+ Cup Junior Heavyweight Tag League 2011, Combatte diversi match a fila in coppia con Zack Sabre Jr, vincendone 2 e perdendone altrettanti. L'ultimo giorno, i Team partecipanti competono in un 8-man tag team match, dove la squadra di Takizawa perde.

### WWE

#### Florida Championship Wrestling (2011-2012)
Durante il Tour in Giappone della WWE, Takizawa effettua un tryout match per la federazione di Stamford, passandolo e ottenendo un contratto di sviluppo. Dopo essersi trasferito negli USA, fa il suo debutto al Kissimmee Show del 21 ottobre, perdendo contro Dean Ambrose. Nei tapings del 3 novembre, combatte in un match di coppia insieme al connazionale Kazma, ma i due vengono superati da Big E Langston e Nick Rogers. Il 17 novembre, si batte in singolo contro Kenneth Cameron, incassando un'altra sconfitta. Al Tampa Show del 1º dicembre, perde contro Big E Langston. La settimana seguente, fa squadra con Sakamoto e Kevin Hackman perdendo contro James Bronson, Corey Graves e Big E Langston. Al Port Charlotte Show del 27 gennaio, perde contro il suo collega nipponico Sakamoto. Nei tapings 2 febbraio, perde nuovamente contro Kenneth Cameron. Al Lake City Show del 3 marzo, in squadra con Sakamoto, perde un Flag Tag Team Match contro CJ Parker e Byron Saxton. Il 21 marzo, all'Orlando Show, Jiro e Sakamoto perdono contro Dante Dash e Jason Jordan. Tre giorni dopo, perde in singolo contro Husky Harris. Il 29 marzo, perde un Triple Treath Match in favore di Kassius Ohno ma nella contesa era presente anche Rick Victor. Nei tapings del 4 aprile, perde contro Conor O'Brian. Il giorno dopo, anche contro Bo Rotundo. Nei due eventi successivi, continua a perdere prima contro Eli Cottonwood e poi contro Byron Saxton. Il 26 dello stesso mese, perde un 6-man tag team match in coppia con Garrett Dylan e Alexander Rusev contro CJ Parker, Jason Jordan e Mike Dalton. Al Tampa Show del 5 maggio, perde ancora in un match di coppia insieme a Sonny Elliot, contro Conor O'Brian e Kenneth Cameron. Nei tapings del 24 maggio, perde contro Bray Wyatt e in quelli del 7 giugno, contro Rick Victor.
Nella giornata del 13 giugno 2012, viene comunicato il licenziamento di Jiro. Tuttavia appare nell'episodio di NXT in onda il 27 giugno, dove perde contro Seth Rollins. Questo è stato l'unico match di Jiro in WWE.

### Kaientai Dojo e New Japan Pro Wrestling (2012 - Presente)
Dopo il licenziamento dalla WWE, Jiro ritorna nella Kaientai Dojo, dove combatte con il suo vero nome. Il 5 agosto, giorno del suo ritorno, vince subito il KAIO Tournament 2012, battendo Kaji Tomato al primo round, Saburo Inematsu al secondo, Taka Michinoku in semifinale e Hiro Tonai il finale. Poi, il 22 agosto, vince un match di coppia con HIROKI contro Yuji Hino e Inematsu. Il 31 agosto, combatte per un'altra federazione, la Diamond Ring, vincendo in coppia con Kenichiro Arai contro CHANGO e Kento Miyahara. Il 23 settembre, torna nella New Japan Pro-Wrestling, battendo Shiori Asahi. Il 29 settembre, sconfigge Ayumu Honda. Il giorno dopo, fa coppia con HIROKI, perdendo contro Kengo Mashimo e Ryuichi Sekine. il 7 ottobre, sconfigge Shiori Asahi, ma la settimana dopo, perde il match per decretare il primo sfidante al STROGEST K-Championship contro Yuji Hino. Dopo aver battuto Akito, vince un 6-man tag team match con Akito e Hiroshi Kazato contro Jonathon Bader, Kengo Mashimo e Ryuichi Sekine. Il 28 ottobre, torna nella Diamond Ring, facendo squadra con Tank Nagai e perdendo contro Kento Miyahara e Mitsuhiro Kitamiya. Con Miyahara, fa coppia nella Kaientai Dojo il 1º novembre, battendo NOSAWA Rongai e TAKA Michinoku. Il 13 novembre, tenta l'assalto agli STRONGEST-K Tag Team Titles insieme ad Akito, ma Mashimo e Sekine, i campioni, li sconfiggono. Nel primo round per il NEVER Openweight Championship, sconfigge Captain. Il 14 aprile, sconfigge Yuji Hano, conquistando lo Strongest-K Championship.

## Nel wrestling

### Mosse
- MFF (Over the shoulder back-to-belly piledriver)
- Moonsault
- Ankle lock
- Spinning chin crusher
- Tiger Driver
- Back body drop
- Multiples Chops
- Spinning heel kick
- Dropkick

### Manager
- Kaji Tomato
- Sakamoto

## Titoli e riconoscimenti
Kaientai Dojo
- Strongest-K Championship (1)
- Strongest-K Tag Team Championship (1 - con Kaji Tomato)
- K-Metal League (2008)
- KAIENTAI DOJO Tag League (2009)
- Neptune Tournament (2012)